# 埼玉県道153号幸手久喜線
埼玉県道153号幸手久喜線（さいたまけんどう153ごう さってくきせん）は、埼玉県幸手市の埼玉県道65号さいたま幸手線から、久喜市の埼玉県道151号久喜騎西線に至る片側1車線の一般県道である。

## 概要

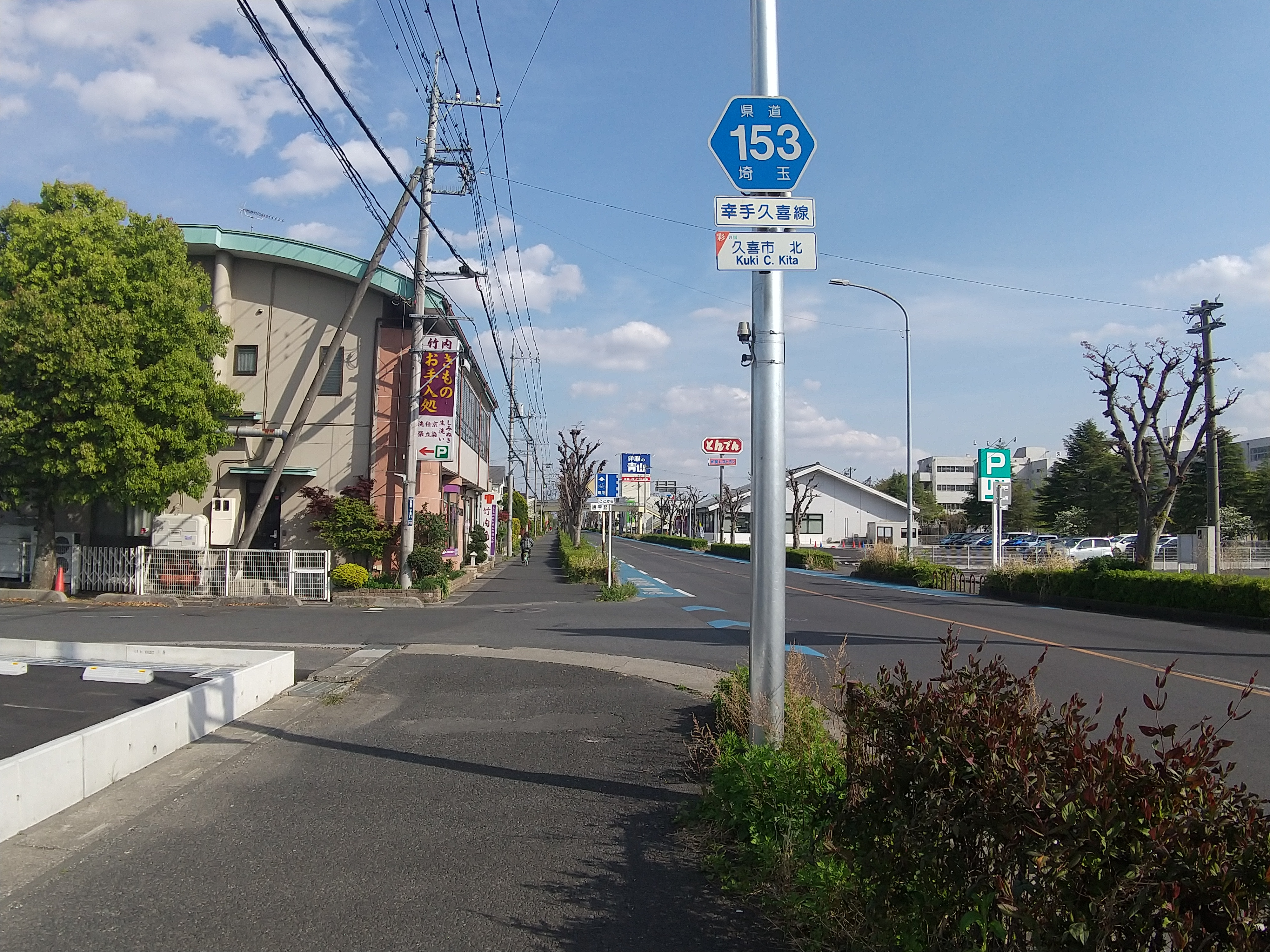
久喜市北付近

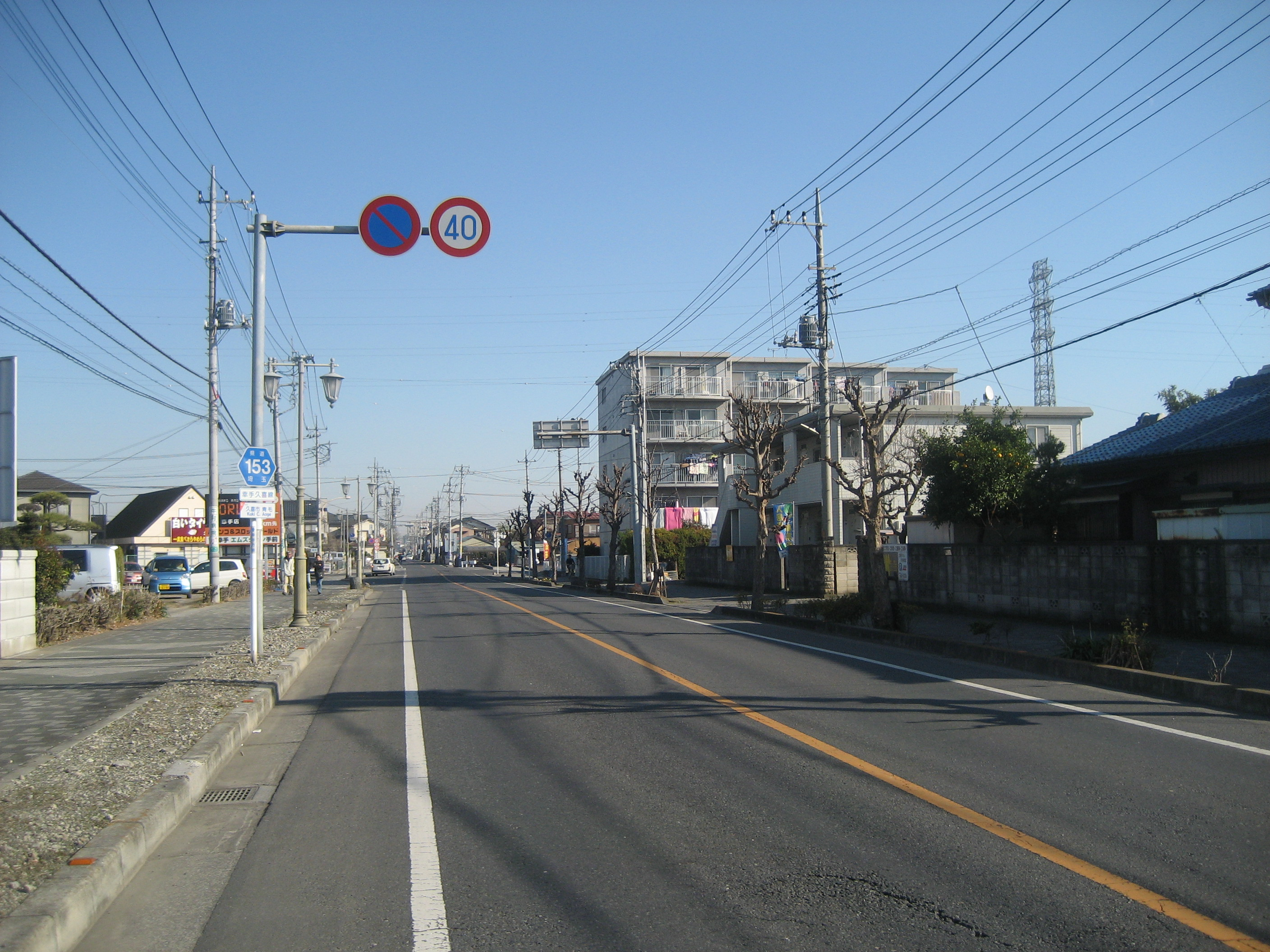
久喜市青毛付近

この埼玉県道153号幸手久喜線は、いわゆる久喜新道（幸手新道、久喜幸手新道）である。旧道は1885年7月に日本鉄道（現在の東北本線の前身）が久喜に開通した際に久喜駅（現在の久喜駅西口）と日光街道の幸手町場（現在の幸手市中）を繋ぐため、今日のさいたま幸手線「中一丁目交差点」から久喜市道の愛宕通り（愛宕神社前の三叉路：久喜中央1丁目地内）まで整備されたものだが、現在の本道は久喜駅とは繋がっていない。なお、東北本線（宇都宮線）・東武伊勢崎線の跨線橋である「丸島大橋」の東方に所在する交差点より愛宕通りまでを繋いでいた旧道区間は「丸島通り」という名称がつけられている。「丸島（）」とはこの旧道区間周辺の小字である。
大型車は幸手市内通行禁止であるため、北側を並行する埼玉県道152号加須幸手線や同バイパス、南側を並行する埼玉県道85号春日部久喜線などへ迂回する必要がある。今日では「幸手久喜加須線」として延伸・建設が計画されており、加須はなさき公園の南側の縁では用地買収がなされている。

## 起点・終点・実延長
- 起点:埼玉県幸手市 埼玉県道65号さいたま幸手線交点（中一丁目交差点）
- 終点:埼玉県久喜市 埼玉県道151号久喜騎西線交点（久喜駅入口南交差点）
- 実延長:5.070 km

## 歴史
- 1888年（明治21年） - 久喜幸手道（旧道）開通
- 1976年（昭和51年） - 東北本線・東武伊勢崎線の跨線橋、丸島大橋完成。久喜幸手道踏切廃止（現在、同地点に自転車・歩行者用の跨線橋がある）。
- 1983年（昭和58年）4月 - 県道幸手久喜線開通

## 交差・接続する主な道路
| 交差する道路               | 交差する道路               | 交差点名         | 所在地 | 所在地 |
| -------------------------- | -------------------------- | ---------------- | ------ | ------ |
| 埼玉県道65号さいたま幸手線 | 埼玉県道65号さいたま幸手線 | 中一丁目         | 幸手市 | 中     |
|                            | （栗原はなみずき通り）     | 太田交番東       | 久喜市 | 栗原   |
|                            | （けやき通り）             |                  | 久喜市 | 青葉   |
| -                          | （青葉中央通り）           | 青葉団地入口     | 久喜市 | 青葉   |
| -                          | （いちょう通り）           | 喜橋             | 久喜市 | 野久喜 |
| （丸島通り）               | （図書館通り）             |                  | 久喜市 | 野久喜 |
|                            | （市役所通り）             | 五領             | 久喜市 | 久喜北 |
| （北小通り）               |                            |                  | 久喜市 | 久喜北 |
| 埼玉県道3号さいたま栗橋線  | 埼玉県道3号さいたま栗橋線  | 久喜北陽高校入口 | 久喜市 | 久喜北 |

## 交差する鉄道、河川
- 東武日光線（幸手 - 南栗橋間・踏切）
- 倉松川（堀合橋）
- 中落悪水路
- 葛西用水路（幸手市・久喜市境、幸橋）
- 平沼落川（青葉グラウンド北東、暗渠）
- 天王新堀（青毛橋）
- 青毛堀川（喜橋）
- 稲荷台用水（跨線橋「丸島大橋」東側交差点を暗渠）
- JR東北新幹線（大宮 - 小山間・新幹線高架下）
- 東武伊勢崎線（久喜 - 鷲宮間・跨線橋：丸島大橋）
- JR東北本線（宇都宮線）（久喜 - 東鷲宮間・同）
- 中落堀川（五領大橋、中落堀橋）

## 沿線の施設
- 幸手駅
- 久喜市立久喜東中学校
- 久喜市立青毛小学校
- 青毛歩道橋
- 青葉グラウンド
- 久喜青葉団地
- 久喜市立太田小学校
- 埼玉県立久喜工業高等学校（数10メートル奥）
- 三高ビル（ イトーヨーカ堂久喜店他）
- 久喜市立本町小学校
- 埼玉県立久喜北陽高等学校
- アリオ鷲宮